# Pilaria fuscipennis
Pilaria fuscipennis là một loài ruồi trong họ Limoniidae. Chúng phân bố ở miền Cổ bắc.